# 沙布莱山

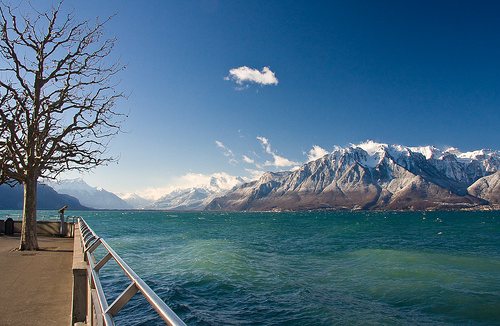

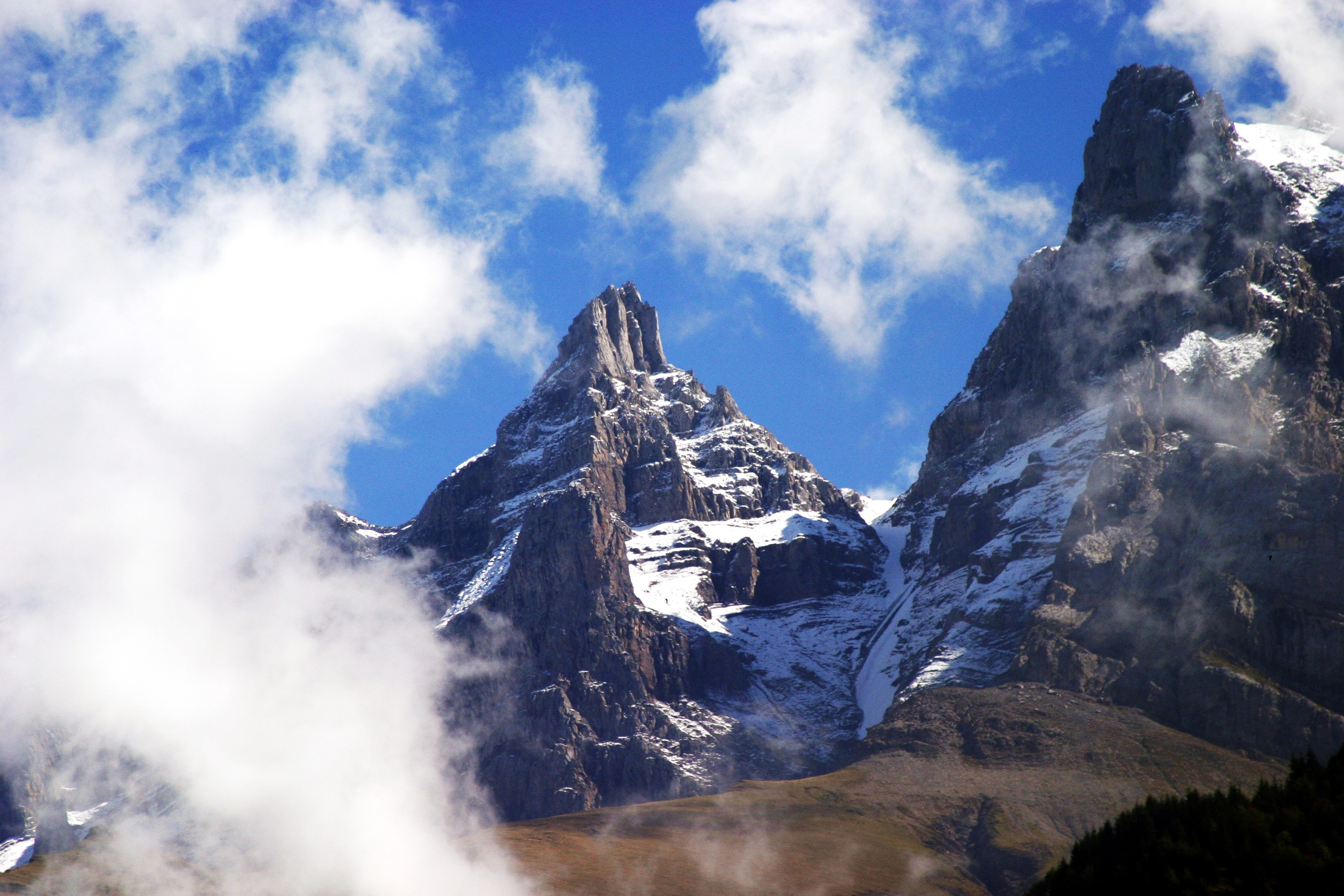

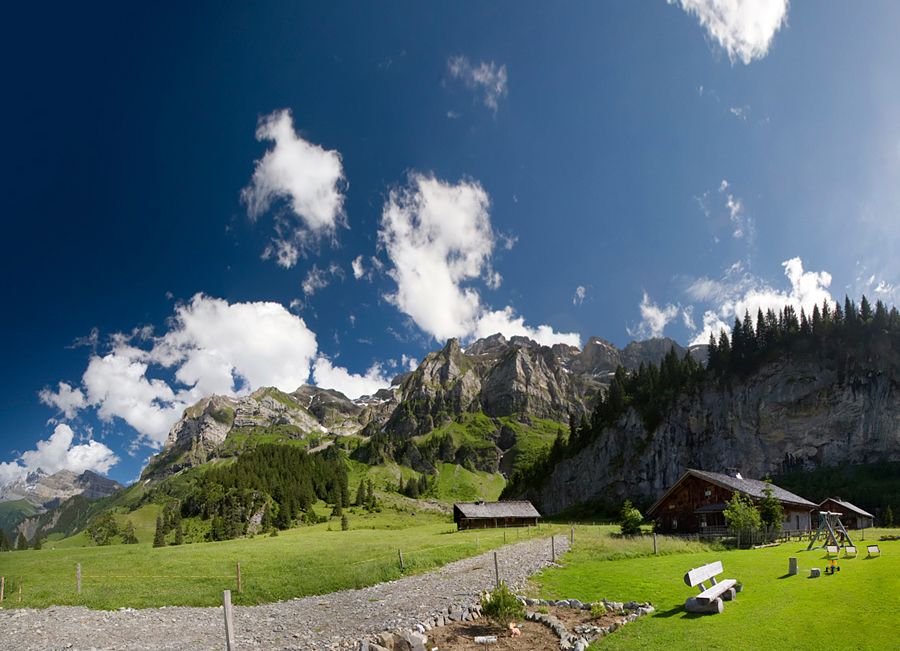

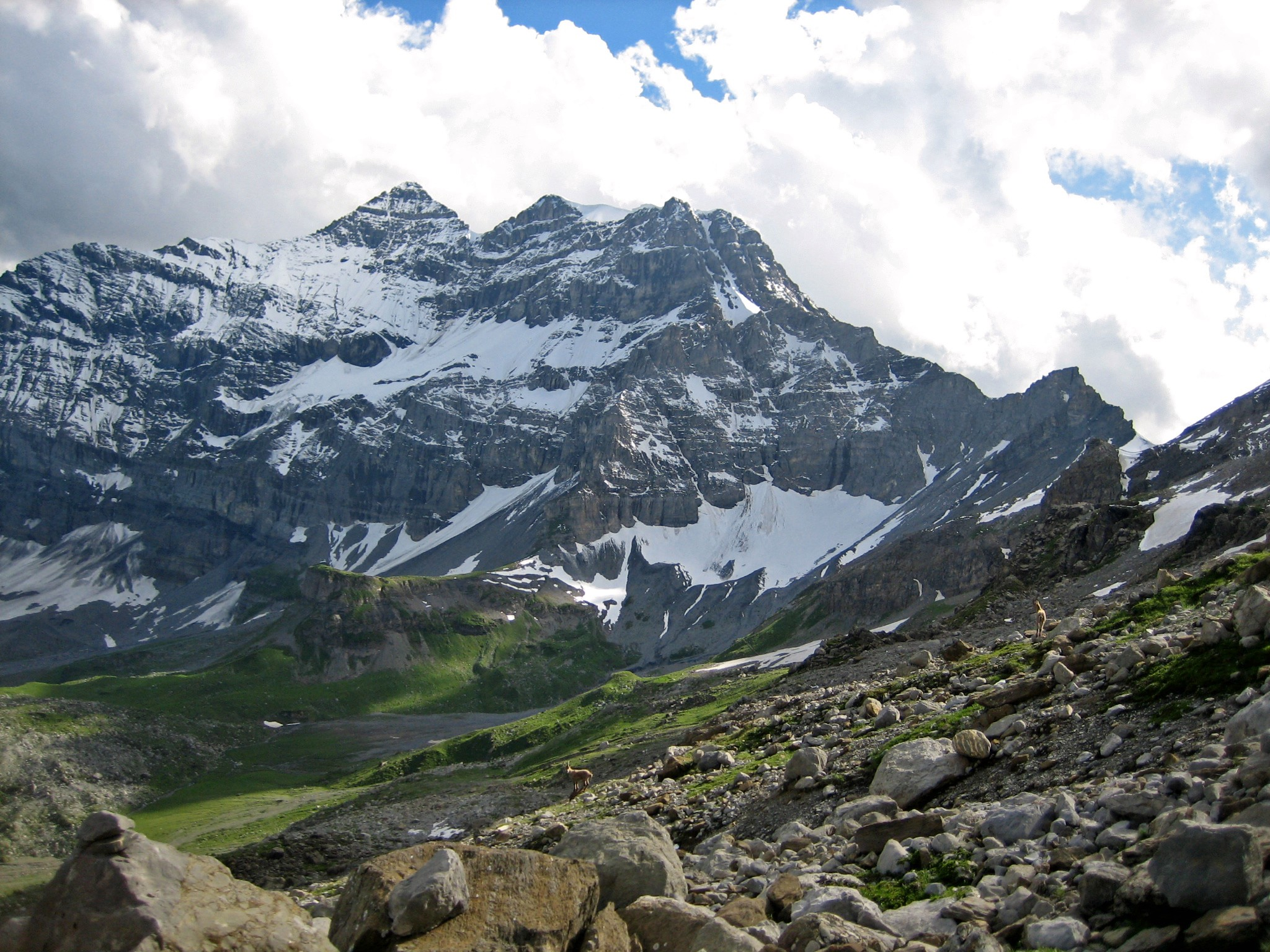

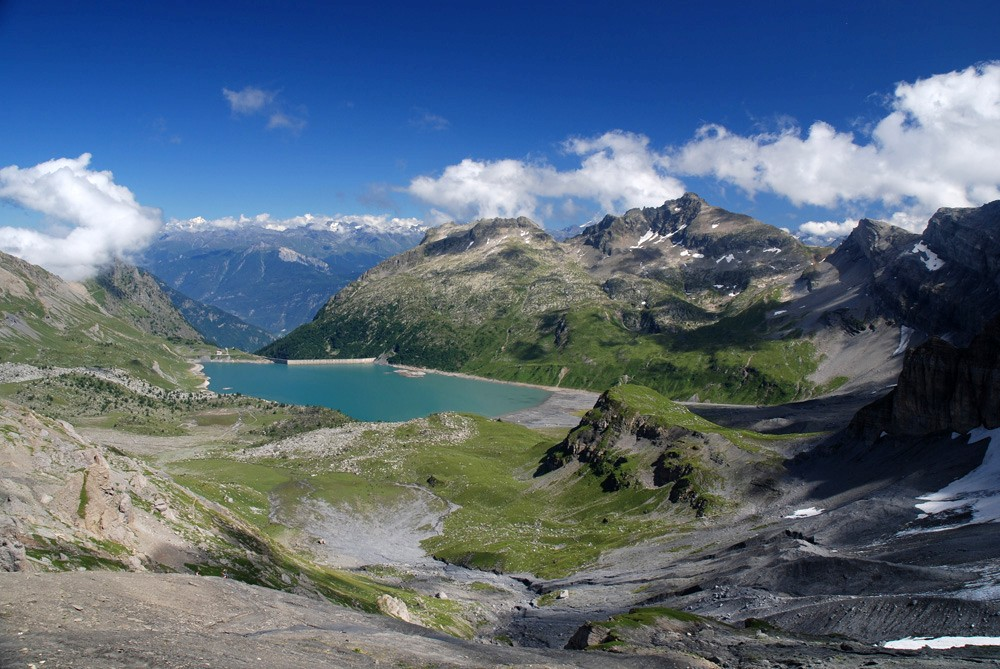

沙布莱山（法語：Massif du Chablais，法語發音：[masif dy ʃablɛ]）是歐洲的山脈，是西阿爾卑斯山脈的一部分，橫跨法國上薩瓦省和瑞士瓦萊州，最高點海拔高度3,257公尺，山體由沉積岩組成。